# Floresta Nacional de Saracá-Taquera
A Floresta Nacional Saracá-Taquera é uma floresta nacional no estado do Pará, Brasil.

## Localização

Áreas protegidas do norte do estado do Pará: 5. FloNa Saracá-Taquera. 4. Reserva Biológica Rio Trombetas.

Localizada no bioma amazônico, a Floresta Nacional de Saracá-Taquera ocupa uma área de 441 282,63 ha (4 410 km²), abrangendo parte dos municípios de Faro, Oriximiná e Terra Santa no estado do Pará, e adjacente à Reserva Biológica Rio Trombetas. O acesso é feito por Porto Trombetas na margem esquerda do rio Trombetas e por Faro e Terra Santa no rio Nhamundá. Sua altitude varia entre 100 e 350 metros acima do nível do mar. A precipitação média anual é de 2 141 mm. As temperaturas variam de 26 °C a 32 °C com uma média de 27 °C.
A Floresta Nacional está localizada nas bacias dos rios Trombetas e Nhamundá, inseridos na vasta bacia do Amazonas. Aproximadamente 10% de sua área é composta por planaltos de topos planos e encostas íngremes, enquanto o restante abrange planícies suavemente onduladas, atravessadas por diversos riachos e sujeitas a inundações durante a estação chuvosa, quando o rio Trombetas transborda de suas margens. O rio Nhamundá, que delimita os estados do Pará e do Amazonas, possui leito arenoso e águas límpidas, apresentando várias cachoeiras em seu trecho superior. Os riachos que alimentam o Nhamundá na floresta incluem o Taquera, Jamari, Teófilo e Araticum. Já os principais riachos da bacia do Trombetas na Floresta Nacional são Papagaio, Água Fria, Moura, Jamari, Ajará, Terra Preta e Saracá. Os níveis do rio atingem seu auge nos meses de abril e maio, pois a estação chuvosa geralmente atinge seu pico nesse período.
A maior parte da Floresta Nacional é composta por densa floresta tropical, abrangendo aproximadamente 94,1% de sua extensão. As formações fluviais pioneiras ocupam cerca de 2,7% do território, enquanto a campinarana abrange apenas 0,2%. As áreas afetadas pela atividade humana correspondem a 2% do total. Entre as espécies de aves migratórias presentes na região, destacam-se o tarambola-de-coleira (Charadrius collaris), a águia-pesqueira (Pandion haliaetus) e o garajau-de-bico-grande (Phaetusa simplex). Vale ressaltar que a formiga brilhante (Sakesphorus luctuosus) é uma espécie endêmica encontrada exclusivamente nessa região. 

## Conservação
A criação da Floresta Nacional Saracá-Taquera ocorreu por meio do decreto 98.704, datado de 27 de dezembro de 1989, e sua administração está a cargo do Instituto Chico Mendes de Conservação da Biodiversidade (ICMBio). Desde o ano de 2002, a gestão da Reserva Biológica do Rio Trombetas e da floresta nacional foram unificadas. O plano de manejo da floresta, aprovado em 2002, estabelece a utilização sustentável de aproximadamente 154.000 hectares para atividades de silvicultura. 
A Floresta Nacional é classificada como uma área protegida de acordo com a categoria VI da IUCN (União Internacional para a Conservação da Natureza), o que significa que é uma área protegida com uso sustentável dos recursos naturais. Seu principal objetivo é promover o uso múltiplo sustentável dos recursos florestais e incentivar a pesquisa científica, com especial ênfase em métodos de exploração sustentável das florestas nativas. A região apresenta um considerável potencial de recursos naturais renováveis, como madeira, nozes e outros produtos não madeireiros, além de abrigar depósitos de bauxita.
Em 2009, foram realizados leilões para a concessão de dois arrendamentos com duração de 40 anos, abrangendo uma área total de 48.000 hectares. Essa iniciativa visava explorar de forma controlada e sustentável os recursos presentes na floresta. A extração de minério de bauxita vem ocorrendo na região desde 1976, e o decreto que estabeleceu a criação da floresta permitiu a continuidade dessa atividade. A empresa responsável pela extração de bauxita na área é a Mineração Rio do Norte. 